# Marisol Cavero
Marisol Cavero Verdura (distrito de Ccapi, 27 de diciembre de 1982) es una cantante y compositora peruana. Alcanzó reconocimiento por su amplia trayectoria artística, siendo considerada una de las intérpretes de la música andina del Perú.

## Biografía
Nació el 27 de diciembre de 1982 en Ccapi, distrito de la provincia de Paruro, Cuzco. Proveniente de una familia dedicada a la agricultura, vivió sus primeros años en su ciudad natal.
Mostró su interés en la música desde temprana edad, interpretando canciones del huayno con arpa, en el cual se presentaba en diferentes actividades artísticas de su colegio y reuniones privadas. Sin contar con el apoyo de su familia, Cavero emprendería una carrera musical a partir del año 2007 y se mudaría a Arequipa por un tiempo limitado.
Pero fue cuando conocería al periodista y difusor musical Isaac Sarmiento «Wallpa Waccay», quién más tarde la apoyaría en su faceta como cantante, permitiéndola a presentarse en su programa televisivo Canto Andino como dentro de los nuevos valores de la música andina vernacular en aquel entonces.
En ese mismo año, Cavero lanzaría su primer disco debut de la mano de la productora musical El Andahuaylino Producciones, obteniendo una gran aceptación en la sierra sur peruana. Al año siguiente, prestaría su colaboración con la productora Canto Andino Producciones, además de ser nombrada bajo el apelativo de «la Princesa Chelera del Folclore». Dentro de su repertorio musical, se destacó por haber interpretado los temas musicales «El machista», «Sola», «Poquito a poquito», «Cerveza más cerveza» y «Sigo esperando».
En septiembre de 2009, mientras estaba viajando a una gira, Cavero sufrió un accidente automovilístico en Espinar. Tras lo sucedido fue llevada de emergencia a la Clínica San Pablo, siendo dada de alta días después. Volvió a accidentarse en el año 2011 durante su viaje hacia Puquio, recuperándose otra vez más tarde.
Lanzó sus siguientes temas musicales «Señor fiscal», «Dicen que soy borracha» y «Chalina vieja» en 2010 con el arpa de Rusmell espinoza Ruso del Arpa, además de haber realizado giras internacionales por Europa y Estados Unidos.
Cavero participó en el III Festival Peruanísimo en 2011, que fue realizado en el estado de Virginia; compartiendo escenario con otros artistas locales Tula Rodríguez, Arturo Álvarez, Grupo 5 y Deyvis Orosco. Fruto de su fama como cantante folclórica, compuso e interpretó las canciones «El pañuelito», «Escúchame» y «Mil pedazos» en formato primicia ese año y fue invitada a los programas de televisivos de Edwin Sierra y Janet Barboza ocasionalmente durante los años 2010.
En 2017 fue llevada a los fiscales por el delito de la modalidad de atentado contra los monumentos arqueológicos, tras haber dañado los muros del sitio arqueológico de Cahuachi, mientras estaba grabando su videoclip musical, con lo que ha generado una controversia en medios de comunicación.
Seguidamente, fue jurado de la secuencia La batalla del folclore en el programa televisivo Sorpréndete de Willax Televisión en 2022, cuya sinopsis es de concurso.

## Discografía

### Álbumes de estudio
- 2021: La Internacional
- 2021: Reina del consumo
- 2021: Más renovada que nunca
- 2021: La más hermosa